# Abdisalam Aato
Abdisalam Aato (en somalí: Cabdisalaan Caato; en árabe: عبد السلام عاتو‎) (Mogadiscio, 1970) es un director y productor de cine nacido en Somalia y nacionalizado estadounidense. Es el fundador de Olol Films, una compañía de producción a la vanguardia del movimiento Somaliwood dentro de la industria cinematográfica somalí.

## Biografía
Aato nació en la década de 1970 en Mogadiscio, capital del país africano de Somalia. Tras el estallido de la guerra civil somalí a comienzos de la década de 1990, Aato se mudó a Kenia, donde vivió cerca de tres años.
En 1996, Aato viajó a los Estados Unidos, invitado por su hermano. Inicialmente residió en el estado de Georgia con toda su familia, previo a la muerte de su padre. Aato empezó a estudiar ciencias audiovisuales en una academia en dicho estado. En 2001 se trasladó a Columbus, Ohio, ciudad donde reside en la actualidad.
Aato está casado y ha descrito a su esposa como una de sus principales inspiraciones al momento de crear cine.

## Carrera
Mientras vivía en Georgia, Aato comenzó su carrera profesional como locutor y presentador de radio en una estación de televisión comunitaria. Al mismo tiempo empezó a escribir guiones de cortometrajes, escribiendo más adelante historias para largometrajes. Más adelante fundó Olol Films, una compañía de producción establecida en Columbus que se encarga de producir películas enmarcadas dentro del movimiento de Somalliwood.
En 2003 estrenó Rajo (Esperanza), su primer largometraje somalí. La película fue una producción relativamente grande, con un helicóptero y varios vehículos de lujo contratados para este fin. Se estrenó el Día de Acción de Gracias en el Studio 35 y en una sala de cine de Minneapolis.
Aato ha producido, escrito y dirigido nueve largometrajes y algunos documentales en su estudio en Cleveland Avenue, con otras producciones en etapa de desarrollo. Colabora estrechamente con su esposa en todos sus proyectos cinematográficos, en los que ella le brinda asesoría y asesoramiento sobre algunos aspectos técnicos.
Además, Aato lanzó Bartamaha, un sitio web multimedia dedicado a la música, cortometrajes, noticias y cultura de Somalia. También es anfitrión del programa semanal de televisión y en línea Wargelin Show, que se centra en la política y la sociedad de su país natal. A partir de 2013, Aato empezó a desempeñarse como Asesor Senior de Medios del Gobierno Federal de Somalia.

## Filmografía seleccionada
- Rajo (2003)
- Xaaskayga Araweelo (2006)
- Ambad (2011)